# امبا
شهر امبا (به روسی: Έμπα) در ناحیه پافوس در کشور قبرس واقع شده‌است. جمعیت این شهر ۴٫۵۱۹ نفر است.